# Ellen Heber-Katz
Ellen Heber-Katz es una inmunóloga y bióloga estadounidense que es profesora en Instituto Lankenau de Investigación Médica (LIMR). Descubrió que las "Murphy Roths Large" (MRL) cepa de ratón pueden regenerar heridas sin dejar cicatrices y restaurando completamente los tejidos dañados. Su trabajo en el campo de la regeneración se ha ampliado a estudios financiados por el Instituto Nacional del Cáncer (NCI) sobre aspectos novedosos de la causalidad del cáncer de mama. Sus principales intereses de investigación son: la inmunología, la medicina regenerativa y el cáncer.

## Educación y carrera
Heber-Katz recibió su licenciatura en microbiología e inmunología en 1969 y su master en inmunología en 1972 de la Universidad de Wisconsin-Madison, donde estudió con Robert E. Click. Su tesis del master se centró en el papel de los agentes reductores como factores críticos en las respuestas inmunes celulares. En 1976, obtuvo su doctorado en inmunología de la Universidad de Pennsylvania, estudiando con DB Wilson.
En su trabajo de tesis, demostró que subconjuntos únicos de células-T podían responder tanto a antígenos de histocompatibilidad como a antígenos ambientales, estableciendo la unidad de estas dos ramas de la respuesta inmune. Realizó estudios postdoctorales en los Institutos Nacionales de Alergias y Enfermedades Infecciosas (NIAID) en el Laboratorio de Inmunología, bajo la dirección de los inmunólogos E. Shevach, WE Paul y R. Schwartz. Mientras estuvo allí, estableció la primera evidencia funcional de la formación de un complejo molecular entre un antígeno de células-T y la molécula MHC de clase Ia, anticipando la estructura cristalina determinada más tarde para este complejo molecular fundamental en la biología de las células T.
En el NIAID, Heber-Katz también realizó experimentos que iluminaron los detalles moleculares involucrados en el control de las interacciones entre las células-T y los macrófagos. El experimento denominado "experimento A/5R" confirmó la Hipótesis de Selección Determinante, que se refería a las relaciones espaciales entre las moléculas de histocompatibilidad I-A e I-E en la superficie de las células presentadoras de antígenos, el antígeno unido y la estructura de reconocimiento del receptor de célula-T, contribuyendo a la comprensión fundamental de cómo los antígenos "extraños" activan el sistema de inmunidad adquirida en los mamíferos.
En 1976, Heber-Katz fue nombrado profesor auxiliar en Wistar Institute. En sus conocidos estudios, desarrolló una vacuna de células-T para el virus del herpes HSV-2 que podría proteger a los sujetos contra una infección letal en ausencia total de una respuesta de anticuerpos, demostrando por primera vez que, por sí solas, las células-T podrían proteger contra una infección viral letal. En sus estudios sobre la autoinmunidad, desarrolló la “Hipótesis de la Enfermedad de la Región V” al demostrar que el mismo receptor de células-T en ratas y ratones reconocía diferentes antígenos para mediar en diferentes enfermedades.
En 1995, durante sus investigaciones sobre cómo surgen las enfermedades autoinmunes, Heber-Katz descubrió que dos de las cepas de ratón que estaba usando (MRL/LPR y MRL/MPJ) tenían una capacidad inusual para curarse de forma regenerativa, similar a la de los anfibios, en lugar de hacerlo a través de una respuesta fibrótica. Esto se demostró por primera vez para el cierre del orificio de la oreja, pero se extendió a muchos órganos como el corazón. Junto con el Dr. Robert K. Naviaux de la Universidad de California en San Diego, experto en fisiología mitocondrial, Heber-Katz descubrió que una clave para la curación sin cicatrices en el ratón adulto MRL era la activación de un patrón metabólico embrionario conocido como glucólisis aerobia, sugiriendo los tipos de moléculas involucradas en esta inusual respuesta curativa. En particular, se identificó el factor-1a (HIF-1a) inducible por hipoxia como una molécula crítica, basándose en el descubrimiento de que bloquear su actividad en ratones MRL era suficiente para eliminar la respuesta regenerativa.
Ha investigado estrategias terapéuticas para activar esta respuesta curativa regenerativa con Phillip Messersmith, químico de biomateriales de la Universidad de California en Berkeley. Un hito inicial fue la creación de las formulaciones de hidrogel de liberación-prolongada de un inhibidor de la prolil hidroxilasa que, cuando se administra por vía subdérmica, confiere curación regenerativa a un ratón normal. Ha obtenido evidencia de curación regenerativa de heridas crónicas y osteoporosis en ratones ancianos utilizando este enfoque terapéutico experimental. Con el Dr. George Hajishengallis de la Facultad de Odontología de la Universidad de Pensilvania, se demostró que la formulación del fármaco de hidrogel induce un crecimiento rápido y completo de huesos y tejidos blandos en un modelo preclínico de enfermedad periodontal, caracterizada por la pérdida de dientes y la degeneración del hueso de la mandíbula.